# Elias Grießler
Elias Grießler (* 1622 in Getzersdorf; † 14. Jänner 1682 in Wien) war ein österreichischer Porträtmaler.

## Leben

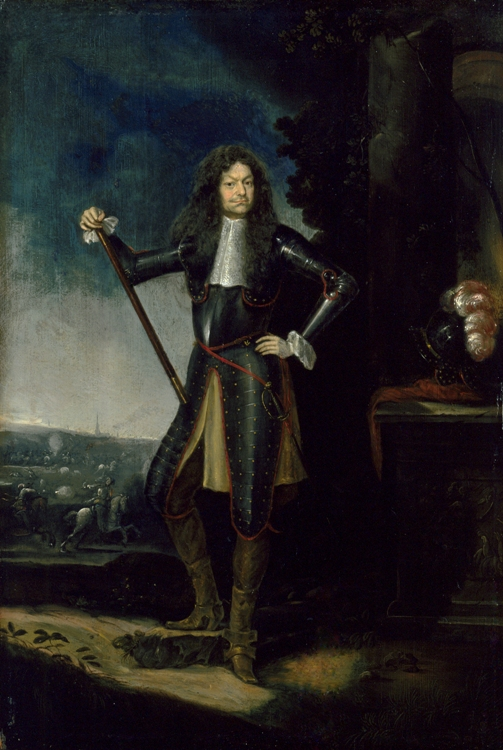
Raimondo Montecuccoli, um 1650

Grießler war ein bekannter Porträtmaler seiner Zeit und hatte eine feste Anstellung am Wiener Hof. Er wurde in der älteren Literatur fälschlich als Schüler des Hans von Aachen bezeichnet. Nach seinen Porträts fertigte Joachim von Sandrart Kupferstiche, wie beispielsweise des ungarischen Bischofs L. Szegedi. Ihm wurden aufgrund des ähnlichen Monogramms teilweise Bildnisse des Porträtmalers Elias Greither zugeschrieben. So unter anderem eine mit E•G•M•1626 signierte Erweckung des Lazarus. Im Wiener Heeresgeschichtlichen Museum befindet sich ein Porträt des kaiserlichen Feldherren Raimondo Montecuccoli von Grießlers Hand. Im Jahr 1652 heiratete er, wobei der kaiserliche Kammermaler Cornelis Suttermans sein Trauzeuge war oder als Brautführer fungierte.

## Werke
- Porträt Raimondo Montecuccoli. Öl auf Holz, um 1650, 43 × 30 cm, Heeresgeschichtliches Museum, Wien.[4]
- Porträt des Johann Zwelfer (Kniestück)
- Porträt des G. T. Ölhafen